# Districtes de Txèquia
Els districtes de Txèquia són les unitats administratives per sota de les regions i per sobre dels municipis, segons una reforma territorial de Txecoslovàquia el 1960. Aquesta divisió no tingué en compte les antigues divisions tradicionals i els llaços locals. A la República Txeca hi havia 75 districtes, i un 76è districte, el de Jeseník, fou creat per la divisió del de Šumperk. Tres districtes queden formats únicament per una ciutat estatutària, Brno, Ostrava i Plzeň, que obtingueren l'estatus de districte el 1971. Praga té un estatus especial.
El gener de 2003 entrà en vigor una reforma que reemplaçà els districtes per 204 municipis amb competències esteses, anomenats no oficialment «districtes petits», que prengueren la major part de l'autoritat dels antics districtes. El 2007, emperò, els límits dels districtes es reajustaren i en sortiren 119 municipis al si de diferents districtes.

## Llista dels districtes
| Regió                    | Districte           | Superfície (km²) | Població (2002) | Nombre de municipis |
| ------------------------ | ------------------- | ---------------- | --------------- | ------------------- |
| Regió de Karlovy Vary    | Cheb                | 933              | 89,107          | 39                  |
| Regió de Karlovy Vary    | Karlovy Vary        | 1628             | 121,886         | 55                  |
| Regió de Karlovy Vary    | Sokolov             | 753              | 93,227          | 38                  |
| Regió de Bohèmia Central | Benešov             | 1524             | 93,220          | 115                 |
| Regió de Bohèmia Central | Beroun              | 662              | 76,101          | 85                  |
| Regió de Bohèmia Central | Kladno              | 692              | 150,181         | 100                 |
| Regió de Bohèmia Central | Kolín               | 846              | 95,523          | 100                 |
| Regió de Bohèmia Central | Kutná Hora          | 917              | 73,337          | 88                  |
| Regió de Bohèmia Central | Mělník              | 712              | 94,868          | 70                  |
| Regió de Bohèmia Central | Mladá Boleslav      | 1058             | 114,042         | 123                 |
| Regió de Bohèmia Central | Nymburk             | 876              | 84,784          | 87                  |
| Regió de Bohèmia Central | Praga-Est           | 584              | 98,453          | 91                  |
| Regió de Bohèmia Central | Praga-Oest          | 586              | 86,777          | 80                  |
| Regió de Bohèmia Central | Příbram             | 1628             | 107,260         | 120                 |
| Regió de Bohèmia Central | Rakovník            | 930              | 54,128          | 84                  |
| Regió de Hradec Králové  | Hradec Králové      | 875              | 159,622         | 101                 |
| Regió de Hradec Králové  | Jičín               | 887              | 77,368          | 111                 |
| Regió de Hradec Králové  | Náchod              | 851              | 112,448         | 78                  |
| Regió de Hradec Králové  | Rychnov nad Kněžnou | 998              | 79,003          | 83                  |
| Regió de Hradec Králové  | Trutnov             | 1147             | 119,996         | 75                  |
| Regió de Liberec         | Česká Lípa          | 1137             | 106,411         | 59                  |
| Regió de Liberec         | Jablonec nad Nisou  | 402              | 88,232          | 34                  |
| Regió de Liberec         | Liberec             | 925              | 158,988         | 57                  |
| Regió de Liberec         | Semily              | 699              | 74,660          | 65                  |
| Moràvia i Silèsia        | Bruntál             | 1658             | 104,480         | 67                  |
| Moràvia i Silèsia        | Frýdek-Místek       | 1273             | 226,592         | 72                  |
| Moràvia i Silèsia        | Karviná             | 347              | 277,244         | 17                  |
| Moràvia i Silèsia        | Nový Jičín          | 918              | 159,473         | 53                  |
| Moràvia i Silèsia        | Opava               | 1144             | 180,769         | 77                  |
| Moràvia i Silèsia        | Ostrava-město       | 214              | 314,102         | 13                  |
| Regió d'Olomouc          | Jeseník             | 719              | 42,251          | 24                  |
| Regió d'Olomouc          | Olomouc             | 1451             | 224,156         | 92                  |
| Regió d'Olomouc          | Přerov              | 884              | 138,895         | 104                 |
| Regió d'Olomouc          | Prostějov           | 770              | 109,524         | 96                  |
| Regió d'Olomouc          | Šumperk             | 1316             | 125,924         | 78                  |
| Regió de Pardubice       | Chrudim             | 1030             | 104,748         | 113                 |
| Regió de Pardubice       | Pardubice           | 889              | 160,251         | 115                 |
| Regió de Pardubice       | Svitavy             | 1335             | 101,832         | 113                 |
| Regió de Pardubice       | Ústí nad Orlicí     | 1265             | 138,753         | 111                 |
| Regió de Plzeň           | Domažlice           | 1140             | 58,895          | 86                  |
| Regió de Plzeň           | Klatovy             | 1939             | 87,680          | 95                  |
| Regió de Plzeň           | Plzeň-město         | 125              | 163,791         | 15                  |
| Regió de Plzeň           | Plzeň-jih (Sud)     | 1080             | 68,495          | 90                  |
| Regió de Plzeň           | Plzeň-sever (Nord)  | 1323             | 73,610          | 98                  |
| Regió de Plzeň           | Rokycany            | 575              | 45,574          | 68                  |
| Regió de Plzeň           | Tachov              | 1379             | 51,329          | 51                  |
| Praga                    | Praga               | 496              | 1,181,610       | 1                   |
| Bohèmia Meridional       | České Budějovice    | 1625             | 178,523         | 107                 |
| Bohèmia Meridional       | Český Krumlov       | 1615             | 59,817          | 46                  |
| Bohèmia Meridional       | Jindřichův Hradec   | 1944             | 92,846          | 106                 |
| Bohèmia Meridional       | Písek               | 1138             | 70,419          | 76                  |
| Bohèmia Meridional       | Prachatice          | 1375             | 51.410          | 65                  |
| Bohèmia Meridional       | Strakonice          | 1032             | 69,496          | 112                 |
| Bohèmia Meridional       | Tábor               | 1327             | 102,586         | 111                 |
| Moràvia Meridional       | Blansko             | 943              | 107,454         | 130                 |
| Moràvia Meridional       | Břeclav             | 1173             | 123,265         | 69                  |
| Moràvia Meridional       | Brno-město          | 230              | 729,509         | 1                   |
| Moràvia Meridional       | Brno-venkov         | 1108             | 161,269         | 137                 |
| Moràvia Meridional       | Hodonín             | 1086             | 158,602         | 81                  |
| Moràvia Meridional       | Vyškov              | 889              | 114,061         | 81                  |
| Moràvia Meridional       | Znojmo              | 1637             | 114,061         | 148                 |
| Regió d'Ústí nad Labem   | Chomutov            | 935              | 124,744         | 44                  |
| Regió d'Ústí nad Labem   | Děčín               | 909              | 133,631         | 52                  |
| Regió d'Ústí nad Labem   | Litoměřice          | 1032             | 114,497         | 105                 |
| Regió d'Ústí nad Labem   | Louny               | 1118             | 85,830          | 70                  |
| Regió d'Ústí nad Labem   | Most                | 467              | 116,786         | 26                  |
| Regió d'Ústí nad Labem   | Teplice             | 469              | 126,635         | 34                  |
| Regió d'Ústí nad Labem   | Ústí nad Labem      | 405              | 117,589         | 23                  |
| Regió de Vysočina        | Havlíčkův Brod      | 1265             | 94,778          | 120                 |
| Regió de Vysočina        | Jihlava             | 1180             | 108,404         | 121                 |
| Regió de Vysočina        | Pelhřimov           | 1290             | 72,219          | 120                 |
| Regió de Vysočina        | Třebíč              | 1518             | 116,415         | 173                 |
| Regió de Vysočina        | Žďár nad Sázavou    | 1672             | 118,216         | 195                 |
| Regió de Zlín            | Kroměříž            | 799              | 107,852         | 80                  |
| Regió de Zlín            | Uherské Hradiště    | 991              | 143,763         | 78                  |
| Regió de Zlín            | Vsetín              | 1143             | 145,875         | 59                  |
| Regió de Zlín            | Zlín                | 1030             | 192,994         | 87                  |